# Trophon geversianus
Trophon geversianus (Pallas, 1774) es una especie de molusco gastrópodo de la familia Muricidae, común en las costas marina intermareles y submareales de Argentina y Chile. Fue nombrada por el naturalista alemán P.S. Pallas. 

## Características anatómicas y modo de vida
T. geversianus es una especie muy variable en tamaño y ornamentación. La abertura de la concha es mayor que la mitad de la longitud. Es de color pardo a violáceo. La superficie exterior puede presentar lamelas fuertes y cordones espirales solos o formando un reticulado con las lamelas. Se pueden observar también ejemplares lisos.
T. geversianus es un activo depredador de moluscos, especialmente mitílidos (Familia Mytilidae: mejillones, mejillines, cholgas y choros) y venéridos (Familia Veneridae, e.g. Ameghinomya antiqua). A su vez, se lo considera un depredador facultativo de otros moluscos como por ejemplo, lapas nacelláceas y sifonarias. Para acceder a las partes blandas de sus presas, T. geversianus practica una perforación circular, perpendicular a la superficie de la valva, a partir de mecanismos físicos (raspaje con la rádula) y químicos (secreciones de su órgano perforador accesorio). El resultado de su depredación es una bioerosión denominada Oichnus simplex, cuyo estudio permite evaluar a esta interacción biótica a lo largo del tiempo geológico, dado que queda registrada en valvas que suelen fosilizarse.

## Distribución
La especie se extiende por el Océano Atlántico, desde Buenos Aires hasta Tierra del Fuego, y por el Océano Pacífico, desde el sur de Chile hasta por lo menos el archipiélago de Chonos.